# لوف ثنائي الألوان
لوف ثنائي الألوان (الاسم العلمي: Arum discolor) هو نوع غير مؤكد من النباتات يتبع جنس اللوف من الفصيلة اللوفية.